# 橘俊通
橘 俊通（たちばな の としみち）は、平安時代中期の貴族。但馬守・橘為義の四男。官位は従五位上・信濃守。妻は『更級日記』の作者菅原孝標女。

## 経歴
藤原定家 『更級日記 御物本』 奥書による。
- 時期不詳：帯刀長
- 治安3年（1023年） 4月20日：昇殿、左衛門尉
- 長元4年（1031年） 11月21日：六位蔵人
- 長元5年（1032年） 正月7日：従五位下
- 長久元年（1040年）頃 『更級日記』の作者・菅原孝標女と結婚
- 長久2年（1041年） 正月25日：下野守
- 時期不詳：従五位上
- 天喜5年（1057年） 7月30日：信濃守
- 康平元年（1058年） 卒去。享年57

## 系譜
- 父：橘為義
- 母：大江清通の娘
- 妻：菅原孝標女
  - 男子：橘仲俊
  - 女子：
  - 女子：